# 1983 en science
| Années de la science : 1980 - 1981 - 1982 - 1983 - 1984 - 1985 - 1986    |
| Décennies de la science : 1950 - 1960 - 1970 - 1980 - 1990 - 2000 - 2010 |

Cet article présente les faits marquants de l'année 1983 en science.

## Évènements

### Sciences physiques

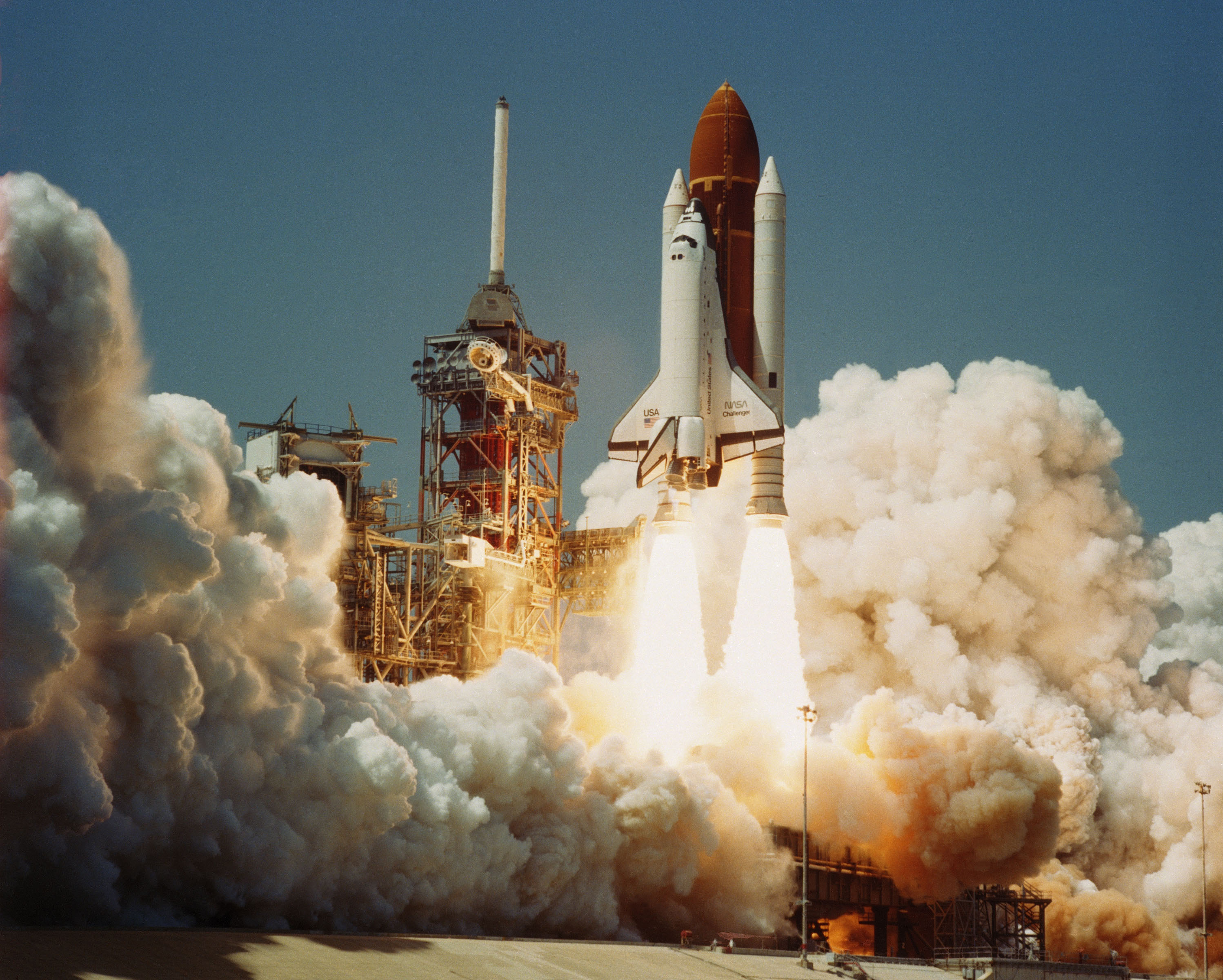
Décollage de Challenger le 4 avril 1983.

- 4 avril : premier vol de la Navette spatiale Challenger[1].

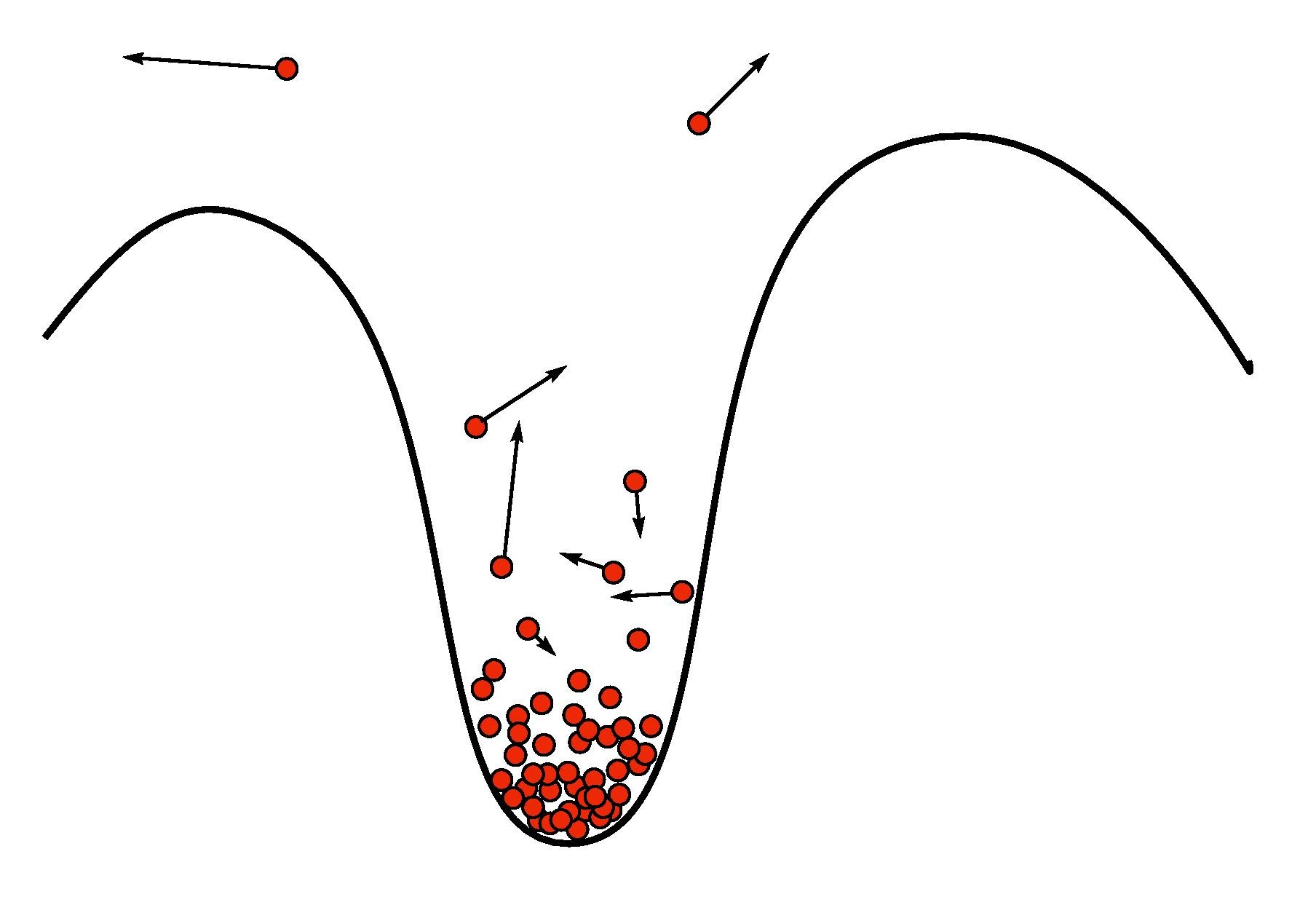
Gaz d'atomes dans un piège de hauteur finie. Les atomes les plus énergétiques s'échappent du piège ; après rethermalisaion des atomes restants, la température du gaz diminue.

- Mai : découverte des premiers bosons Z0 au SPS du CERN[2],[3].

- 26 mai : lancement du satellite EXOSAT, télescope d'observation dans le domaine X de l'ESA[4].

- 25 juin : à Abingdon au Royaume-Uni, le Joint European Torus (JET), plus grand tokamak existant, entre en service[5].

- 10 octobre : David Pritchard publie sa découverte du  piège magnétique à atomes[6].
- 20 octobre : la 17e Conférence Générale des Poids et Mesures réunie à Sèvres donne une nouvelle définition du mètre ; c'est maintenant la longueur du trajet parcouru par la lumière dans le vide pendant 1 / 299 792 458 seconde[7].
- 28 novembre - 8 décembre : premier vol du laboratoire spatial européen Spacelab[8].

### Sciences de la vie
- 20 mai : article dans « Science » de douze chercheurs français annonçant la découverte d'un nouveau virus, le Virus de l'immunodéficience humaine (appelé à l'époque LAV pour Lymphadenopathy-Associated Virus), responsable du Sida [9].

- 25 octobre : trois scientifiques décrivent dans Nature l'utilisation du plasmide Ti d'agrobacterium tumefaciens pour produire des plantes transgéniques[10].

- 7 novembre : Joel D. Cooper (en), au Toronto General Hospital (en), réussit la première greffe d'un poumon sur Tom Hall[11].

- 16 décembre : Kary Mullis réussit la première réaction en chaîne par polymérase (PCR)[12].

### Technologie
- 1er janvier : apparition d’Internet, quand tous les réseaux américains et étrangers adoptent le protocole TCP/IP[13].
- 17 février : normalisation du langage Ada par le département de la Défense des États-Unis[14].
- 2 mars : début de la commercialisation du disque compact aux États-Unis[15] et en Europe par la société Philips, avec la coopération de Sony et Hitachi.

- 4 avril : création du MILNET (en). Le ministère américain de la défense divise ARPANET en deux branches, l’une pour l’informatique civile, l’autre pour les militaires (MILNET)[16].

- Mai : l'entreprise japonaise Sony commercialise le premier caméscope, le Betamovie au format Betamax[17].

- Août : 562 ordinateurs sont connectés à internet[18].

- 27 septembre : le programmeur américain Richard Stallman annonce officiellement le projet GNU, un système d'exploitation libre (GNU) compatible avec Unix[19].

## Publications
- Jean-Pierre Changeux : L'homme neuronal, Fayard Paris
- Yves Coppens : Le Singe, l'Afrique et l'homme, 1983, Fayard,  (ISBN 978-2-213-01272-8)

## Prix
- Prix Nobel

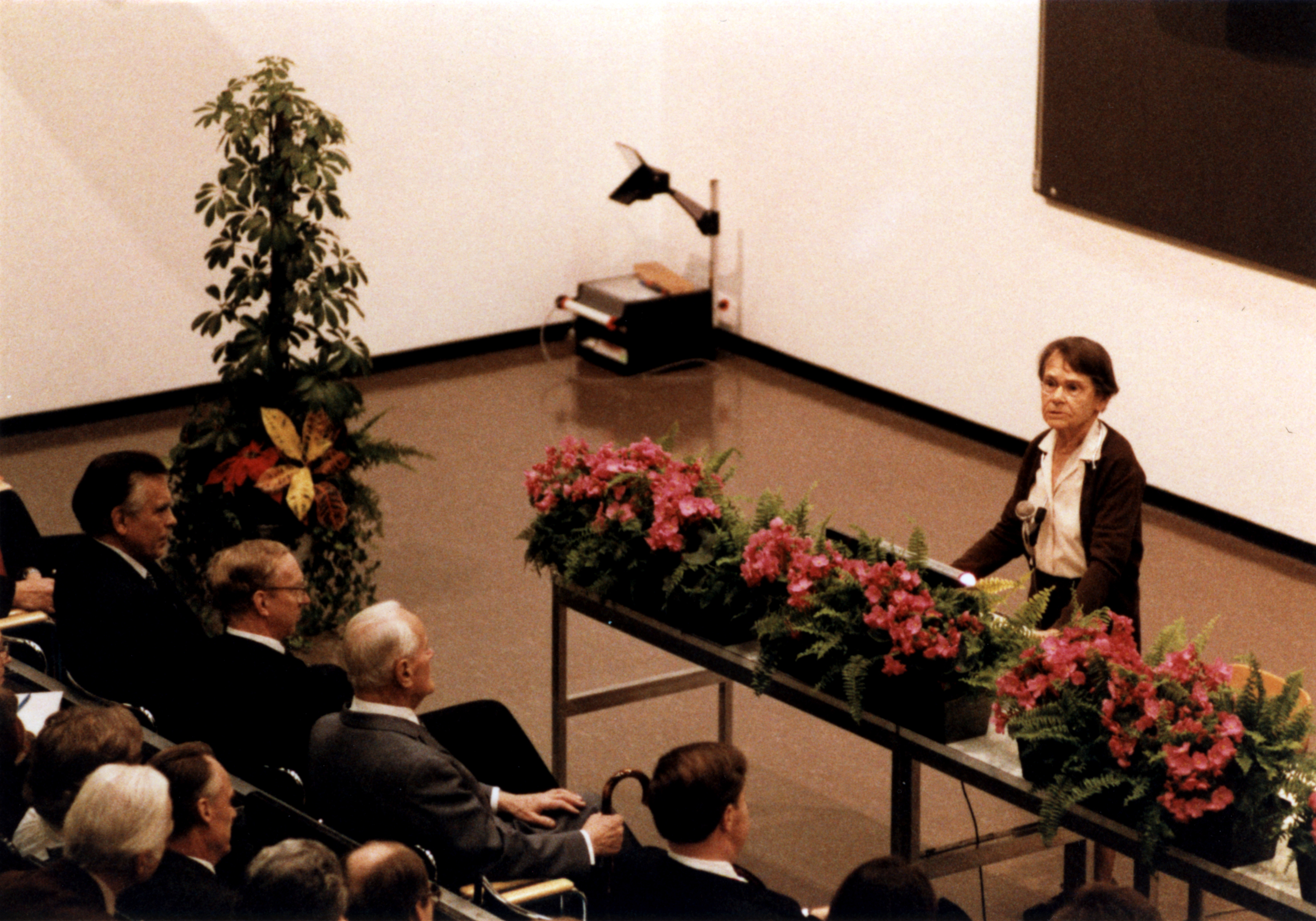
Barbara McClintock à la conférence Nobel.

  - Prix Nobel de physiologie ou médecine : Barbara McClintock (Américaine)
  - Prix Nobel de chimie : Henry Taube (Américain né au Canada)
  - Prix Nobel de physique : Subrahmanyan Chandrasekhar, William Fowler (Américains)
- Prix Lasker
  - Prix Albert-Lasker pour la recherche médicale fondamentale : Eric Kandel, Vernon Mountcastle
    - Prix Albert-Lasker pour la recherche médicale clinique : Mason Sones (en)
- Médailles de la Royal Society
  - Médaille Copley : Rodney Porter
  - Médaille Davy : Duilio Arigoni
  - Médaille Hughes : John Clive Ward (en)
    - Médaille royale : Daniel Joseph Bradley (en), Wilhelm Feldberg, John Kingman
- Médailles de la Geological Society of London
  - Médaille Lyell : John Frederick Dewey
  - Médaille Murchison : Michael John O'Hara (en)
  - Médaille Wollaston : Dan Peter McKenzie
- Prix Jules-Janssen (astronomie) : Jacques Lévy et Charles Bertaud
- Prix Turing en informatique : Ken Thompson, Dennis Ritchie
- Médaille Bruce (Astronomie) : Yakov Borisovich Zel'dovich
- Médaille Linnéenne : Cecil Terence Ingold (en) et Michael James Denham White (en)
- Médaille d'or du CNRS : Evry Schatzman

## Naissances
- 4 janvier : Diana Trujillo, ingénieure en aérospatiale colombienne.
- 12 avril : Thomas Willwacher, mathématicien et physicien allemand.
- 18 novembre : Jon Lech Johansen, développeur et hacker norvégien.

## Décès

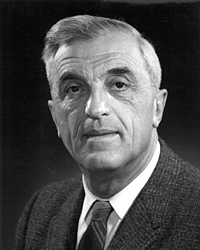
Félix Bloch

- 27 janvier : Meyer Fortes (né en 1906), anthropologue britannique.
- 29 janvier : Wendell Phillips Woodring (né en 1891), paléontologue américain.

- 9 mars : Ulf von Euler (né en 1905), neurophysiologiste suédois, prix Nobel de physiologie ou médecine en 1970.
- 17 mars : Haldan Keffer Hartline (né en 1903), médecin et neurophysiologiste américain, prix Nobel de physiologie ou médecine en 1967.
- 29 mars : Maurice Kendall (né en 1907), statisticien britannique.

- 1er mai : Thomas Maxwell Harris (né en 1903), botaniste britannique.
- 13 mai : Otto Heckmann (né en 1901), astronome allemand.
- 16 mai : Édouard Zeckendorf (né en 1901), médecin, officier de l'armée, et mathématicien belge.
- 22 mai : Albert Claude (né en 1899), biochimiste belge, prix Nobel de physiologie ou médecine en 1974.

- 5 août : Bart Bok (né en 1906), astronome néerlando-américain.
- 14 août : Alfred Rust (né en 1900), préhistorien allemand.
- 28 août : François Kraut (né en 1907), géologue et minéralogiste hongrois naturalisé français.

- 10 septembre : Felix Bloch (né en 1905), physicien suisse, prix Nobel de physique en 1952.
- 26 septembre : Maurice Ponte (né en 1902), ingénieur français.
- 29 septembre : Roy George Douglas Allen (né en 1906), économiste, mathématicien et statisticien britannique.

- 6 octobre : Angélique Arvanitaki, née en 1901, neurophysiologiste française
- 7 octobre : George Abell (né en 1927), astronome américain.
- 20 octobre : Irene Sänger-Bredt (née en 1911), mathématicienne et physicienne allemande.
- 26 octobre : Alfred Tarski (né en 1901), logicien et philosophe polonais.
- 28 octobre : Pol Swings (né en 1906), astrophysicien et spectroscopiste belge.

- 15 décembre : Marc Sauter (né en 1914), anthropologue suisse.
- 18 décembre : Victor Turner (né en 1920), anthropologue britannique.